# 7515 Marrucino
7515 Marrucino este un asteroid din centura principală, descoperit pe 5 martie 1986, de Giovanni de Sanctis.